# Ахпашев, Игорь Николаевич
И́горь Никола́евич Ахпа́шев (24 декабря 1969 — 13 января 1995) — российский офицер, танкист, Герой Российской Федерации (1995, посмертно).
Во время первой чеченской войны командир танковой роты 74-й гвардейской отдельной мотострелковой бригады гвардии старший лейтенант Игорь Ахпашев одним из первых прорвался сквозь огонь на штурм здания Совета Министров в городе Грозном, от прямого попадания снаряда в башню танка детонировал боезапас, весь экипаж погиб.

## Биография
Родился 24 декабря 1969 года в селе Аскиз Хакасской автономной области. По национальности — хакас.
В 1988 году, окончив школу № 1 города Абакана, поступил в Казанское высшее танкового командное училища, которое в 1992 году окончил с отличием.
По окончании училища командовал танковым взводом в составе 28-го армейского корпуса Сибирского военного округа. Проходил службу в городе Юрга Кемеровской области. В 1994 году присвоено звание «старший лейтенант», назначен на должность командира танковой роты.
13 января 1995 года, при штурме здания Совета Министров в г. Грозном, его танк один из первых прорвался сквозь огонь чеченских боевиков. Огнём из своего орудия Игорь Ахпашев поразил десять огневых точек противника. От прямого попадания снаряда в башню танка сдетонировал боезапас, экипаж погиб.
Указом Президента Российской Федерации № Н-90 от 15 мая 1995 года за проявленную стойкость и мужество в бою присвоено звание Герой Российской Федерации посмертно.
Некоторое время числился пропавшим без вести. С января 1995 по 2001 год тело И. Ахпашева находилось в Центральной медицинской лаборатории Северо-Кавказского ВО.
7 февраля 2001 года похоронен с воинскими почестями на Подсиненском кладбище Абакана .

## Память
Ежегодно в городе Абакане проводятся открытые соревнования по рукопашному бою на Кубок Памяти Игоря Ахпашева. В школе № 1 традиционным стал День Памяти.
13 января 2005 года в школе прошла юбилейная Вахта Памяти И. Н. Ахпашева.
Его имя увековечено на памятнике воинам, погибшим на Северном Кавказе в 1990 гг. и в начале 2000-х гг., установленного в 2012 году на территории 74-й отдельной гвардейской мотострелковой бригады Центрального военного округа, дислоцированной в городе Юрга.